# Келецеле (комуна)
Келецеле (рум. Călățele) — комуна у повіті Клуж в Румунії. До складу комуни входять такі села (дані про населення за 2002 рік):
- Велень (341 особа)
- Дялу-Негру (463 особи)
- Келата (451 особа)
- Келецеле (1218 осіб)
- Фінчу (198 осіб)

Комуна розташована на відстані 352 км на північний захід від Бухареста, 44 км на захід від Клуж-Напоки.

## Населення
За даними перепису населення 2002 року у комуні проживала 2671 особа.
Національний склад населення комуни:
| Національність | Кількість осіб | Відсоток |
| -------------- | -------------- | -------- |
| румуни         | 2163           | 81,0%    |
| угорці         | 271            | 10,1%    |
| цигани         | 231            | 8,6%     |
| українці       | 4              | 0,1%     |
| німці          | 2              | 0,1%     |

Рідною мовою назвали:
| Мова       | Кількість осіб | Відсоток |
| ---------- | -------------- | -------- |
| румунська  | 2172           | 81,3%    |
| угорська   | 266            | 10,0%    |
| циганська  | 226            | 8,5%     |
| українська | 4              | 0,1%     |
| німецька   | 3              | 0,1%     |

Склад населення комуни за віросповіданням:
| Релігія        | Кількість осіб | Відсоток |
| -------------- | -------------- | -------- |
| православні    | 2329           | 87,2%    |
| реформати      | 269            | 10,1%    |
| п'ятдесятники  | 50             | 1,9%     |
| баптисти       | 15             | 0,6%     |
| римо-католики  | 3              | 0,1%     |
| греко-католики | 1              | < 0,1%   |
| бретрени       | 1              | < 0,1%   |